# Ritsuko Akagi
Ritsuko Akagi es un personaje ficticio del manga y anime Neon Genesis Evangelion. 
Nació el 21 de noviembre de 1985.

## Información del personaje
Es la jefa del Departamento de Desarrollo Tecnológico de NERV y responsable directa de todo lo relativo con las unidades Evangelion. 
Su madre ideó el sistema central MAGI, compuesto por tres supercomputadoras (Melchor, Gaspar y Baltasar). Estos tres computadores ejecutan todas las operaciones de NERV basándose en una estructura democrática entre los tres computadores. Cada computador tiene una personalidad diferente: la de una científica, la de una madre y la de una mujer, siendo esta última la que utiliza el cerebro de Naoko Akagi como base para el computador Gaspar.
Ritsuko es una mujer mordaz, serena e inteligente. Conoce a Misato desde que eran estudiantes y se pelea a menudo con ella. Representa la edad que tiene y es de carácter firme. Su afición son los gatos, de hecho tiene uno que está al cuidado de su abuela además de poseer colecciones de cosas gatunas. Bebe mucho café. 
Es la única mujer que entiende al comandante Ikari. Es asesinada por el comandante Ikari cuando ella trataba de destruir los cuarteles de NERV utilizando a MAGI, durante el ataque del ejército japonés al Geo-Frente antes del Tercer Impacto, pero su intento falló porque su madre no le confió la clave de MAGI que la representaba como mujer, lo que da a suponer que su corazón como mujer estaba en manos de Ikari.